# Kertészsziget
Kertészsziget ist eine ungarische Gemeinde im Kreis Szeghalom im Komitat Békés. Zur Gemeinde gehören die Siedlungen Akasztó, Barnasziget, Cserepes und Görbesziget.

## Geografie
Kertészsziget liegt ungefähr 17 Kilometer nordwestlich der Kreisstadt Szeghalom und grenzt an das Komitat Hajdú-Bihar sowie folgende Gemeinden:
| Bucsa      |                                             | Szerep (HB), Sárrétudvari (HB) |
| Ecsegfalva | Kompassrose, die auf Nachbargemeinden zeigt |                                |
| Dévaványa  |                                             | Füzesgyarmat                   |

## Geschichte
Die ersten Bewohner der Siedlung kamen wahrscheinlich um 1770 in diese Region. Zur damaligen Zeit befand sich dort ein ausgedehntes Sumpfgebiet. In der Mitte des 19. Jahrhunderts gab es nur wenige Gehöfte in der Gegend. In den 1880er Jahren wurden Entwässerungsgräben angelegt. Die Bewohner lebten damals von der Landwirtschaft, speziell dem Tabakanbau auf dem  fruchtbaren Boden, dem Schilfschneiden und als Hirten. 1890 ließ der Abgeordnete Baron Antal Baldácsy ein Schloss  im Jugendstil im Ortsteil Cserepes errichten. Am Ende des Zweiten Weltkriegs beherbergte das Schloss ein sowjetisches Militärkrankenhaus und ab 1950 eine Schule, eine Kneipe und ein Geschäft. 1952 wurde Kertészsziget eine eigenständige Gemeinde. In den 1970er und 1990er Jahren wurde das Schloss nach und nach abgerissen, heute stehen nur noch wenige Nebengebäude des ehemaligen Herrenhauses.

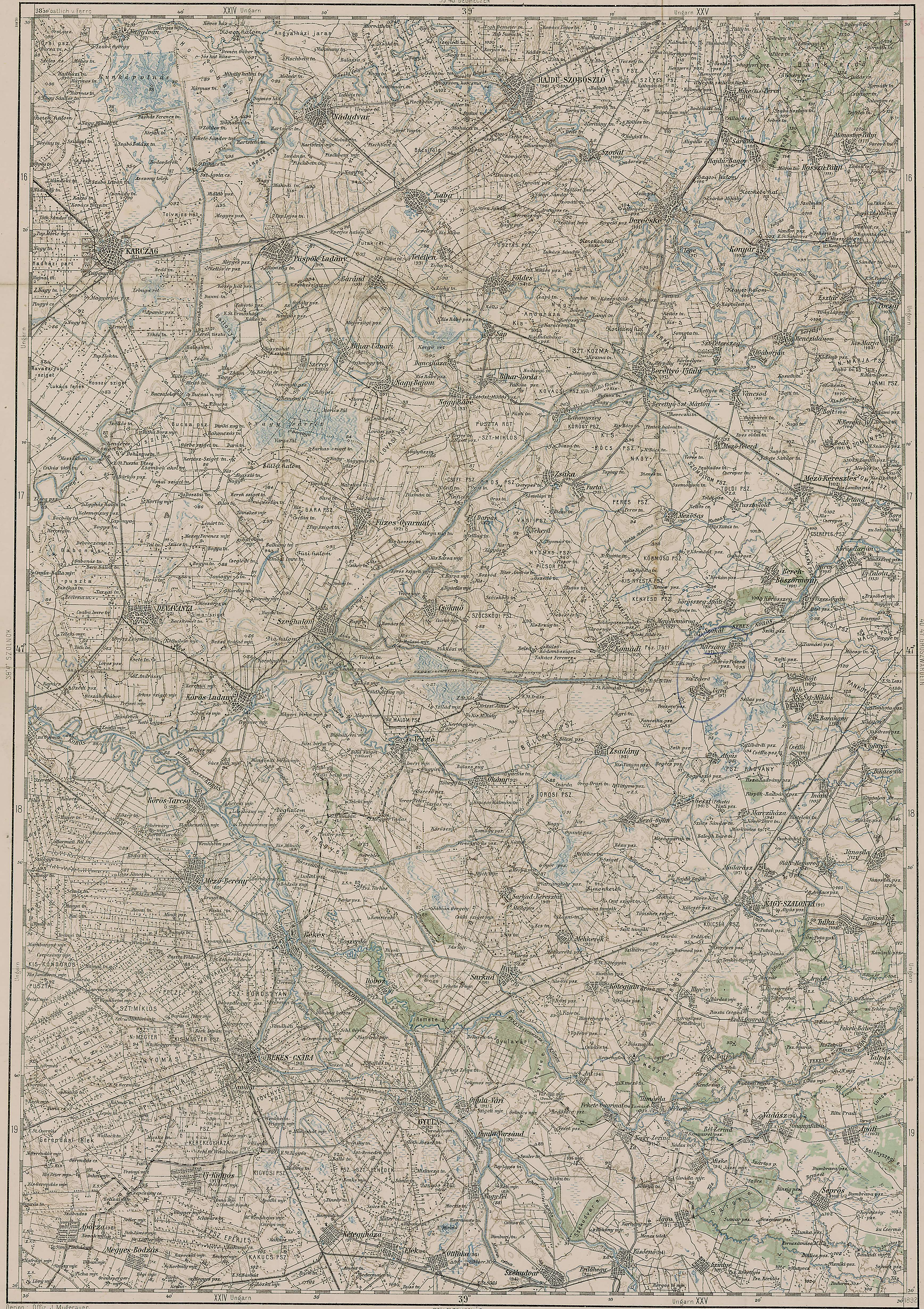
Kertész-Sziget (N 47° 9'; O 38° 43') um 1892 (Aufnahmeblatt der Franzisco-Josephinischen Landesaufnahme)

## Infrastruktur
In Kertészsziget gibt es Kindergarten, Grundschule,  Bürgermeisteramt, Kulturhaus, einen hausärztlichen Dienst, Post, Feuerwehr,  ein Gemeindehaus der reformierten Glaubensgemeinschaft sowie einen Sportplatz. In der landwirtschaftlich geprägten Gemeinde werden hauptsächlich Weizen, Gerste, Sonnenblumen und Mais angebaut.

## Sehenswürdigkeiten
- Lajos-Kossuth-Büste (Kossuth Lajos-mellszobor), erschaffen von Tivadar Puj
- Sgraffito, an der Bushaltestelle

## Verkehr
Durch Kertészsziget verläuft die Landstraße Nr. 4245. Es bestehen Busverbindungen nach Bucsa, Füzesgyarmat und Szeghalom, wo sich der nächstgelegene Bahnhof befindet.